# Pietra dell'Uso
Pietra dell'Uso is een plaats (frazione) in de Italiaanse gemeente Sogliano al Rubicone.